# معركة هالميروس
معركة هالميروس هي معركة وقعت في 15 مارس 1311 بين قوات دوقية أثينا وحلفائها بقيادة والتر الخامس ضد مرتزقة تابعين لالشركة القطلونية، أسفرت المعركة عن انتصار ساحق للمرتزقة ومقتل والتر الخامس.